# پسنوپوی
پسنوپوی (به بلغاری: Pesnopoy) یک منطقهٔ مسکونی در بلغارستان است که در استان کرجالی واقع شده‌است.
 پسنوپوی ۲۴٫۴۶۴ کیلومتر مربع مساحت و ۱۰ نفر جمعیت دارد.